# 中厂乡
中厂乡，是中华人民共和国四川省凉山彝族自治州会理市曾经下辖的一个乡。

## 行政区划
中厂乡撤销前下辖以下地区：
新海村、中厂村、毛菇坝村、青龙村和绿坪村。